# エンジェル・エアー・レコード
エンジェル・エアー・レコード（Angel Air Records）は、1997年2月に設立されたイギリスの独立系レコード・レーベル。もともと1960年代と1970年代に発表されたクラシック・ポップとロックのアルバム（およびその後の21世紀までの既知のアーティストからの新しいアルバム）の再発を専門としている。ピーター・パーネルとシャーリー・パーネルによって形づくられた。
現在、2人のパーネルは、3000曲を超える楽曲を出版している「シーディー・ミュージックUK (CeeDee Music UK)」、そして元モット・ザ・フープルのメンバーであるピート・オヴァレンド・ワッツとヴァーデン・アレンとデイル・グリフィン、元サクソンのメンバーであるグラハム・オリヴァーとスティーヴ・ドーソンをクライアントとして数える「シーディー・マネージメント (CeeDee Management)」を所有している。
1997年以来、レーベルは500作以上のアルバムと30作以上のDVDタイトルを発表している。その500回目のリリースはスタックリッジのライブ・アルバム『ファイナル・バウ ブリストル2015』の2枚組CDだった。
2019年2月18日に、2人のパーネルは、「エンジェル・エアー・レコード」と「シーディー・ミュージックUK」の株式を、父子チームであるブライアン・アダムスとテリー・アダムスに、音楽会社の店舗とトレーディングして売却した。2人のパーネルは、音楽アーティストのビジネスや権利関係を扱う「シーディー・マネージメント」については現在も所有し続けている。

## 参考
- Angel Air Is 10 (1997-2007) by James McCarraher; published by Sarum Publishing ISBN 978-0-9526690-2-9